# Estádio de San Mamés (1913)
O Estádio San Mamés, conhecido popularmente como La Catedral, foi um estádio de futebol, localizado em Bilbau, Espanha. O estádio era conhecido por ser a casa do Athletic Club, e tinha capacidade para cerca de 40 000 pessoas, sendo o único a participar de todas as edições do Campeonato Espanhol. Foi demolido em junho de 2013 e substituído por um novo, com o mesmo nome, inaugurado em setembro do mesmo ano. Seu arco, construído em 1953 como um marco da edificação, foi preservado. Até sua demolição em 2013 era o único estádio que havia sido utilizado em todas as edições de La Liga.